# Partido Comunista Israelí

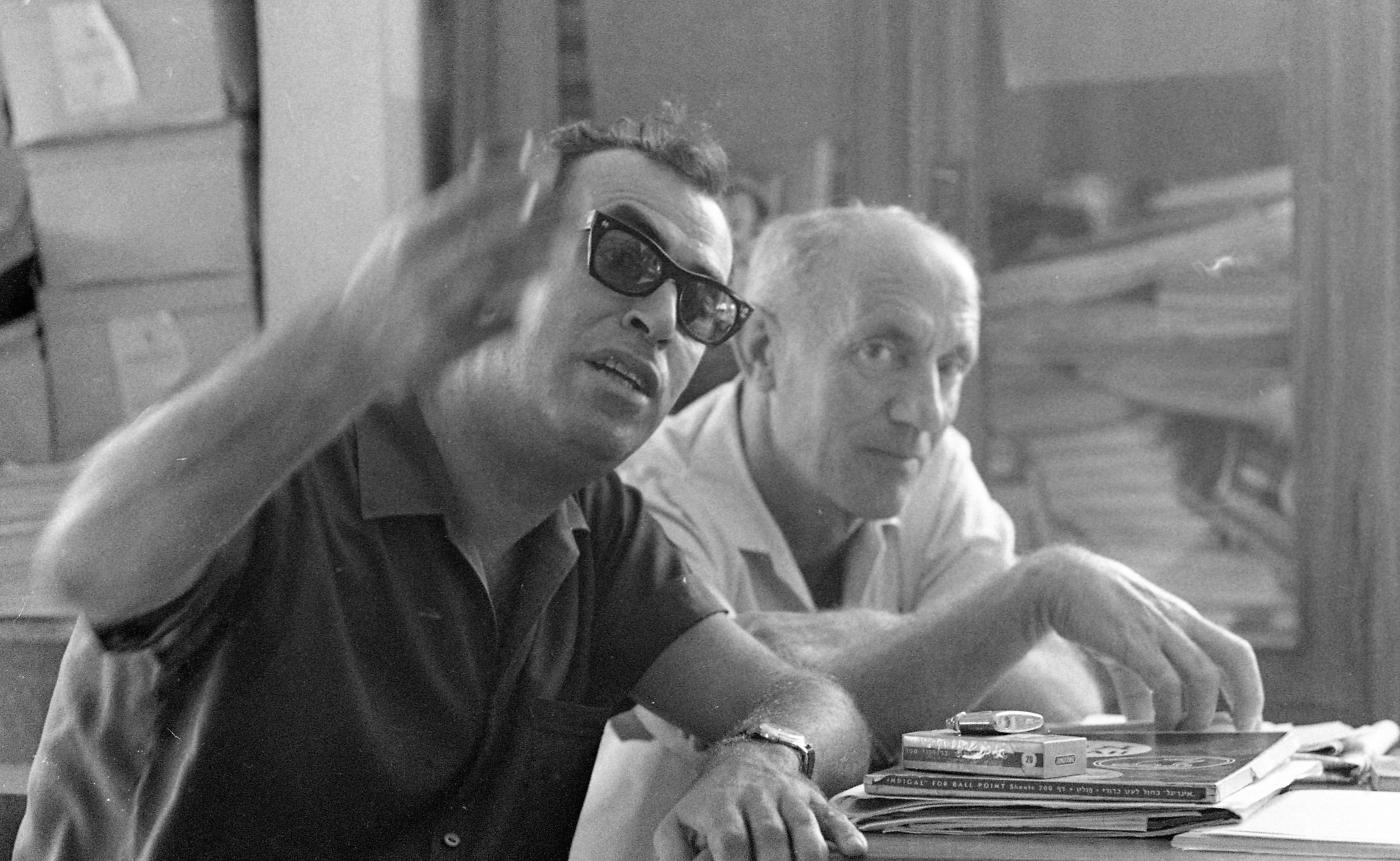
Reunión partido comunista israelí, 1969

Originalmente llamado Reshima Komunistit Hadasha o Rakah (en hebreo: רשימה קומוניסטית חדשה‎, lit. Nueva Lista Comunista), actualmente Maki (en hebreo: מק"י‎, un acrónimo de HaMiflega HaKomunistit HaYisraelit (en hebreo: המפלגה הקומוניסטית הישראלית‎, en árabe: الحزب الشيوعي الاسرائيلي‎ Al-Ḥizb ash-Shiū`ī al-'Isrā'īlī), lit. Partido Comunista Israelí) es un partido político comunista en Israel y forma parte de la alianza política conocida como Jadash. Era conocido originalmente como Rakah (en hebreo: רק"ח, acrónimo de Reshima Komunistit Hadasha (en hebreo:. רשימה קומוניסטית חדשה, lit. nueva lista comunista), y no es el mismo partido que el Maki original (1948-1973), del que se separó.

## Historia

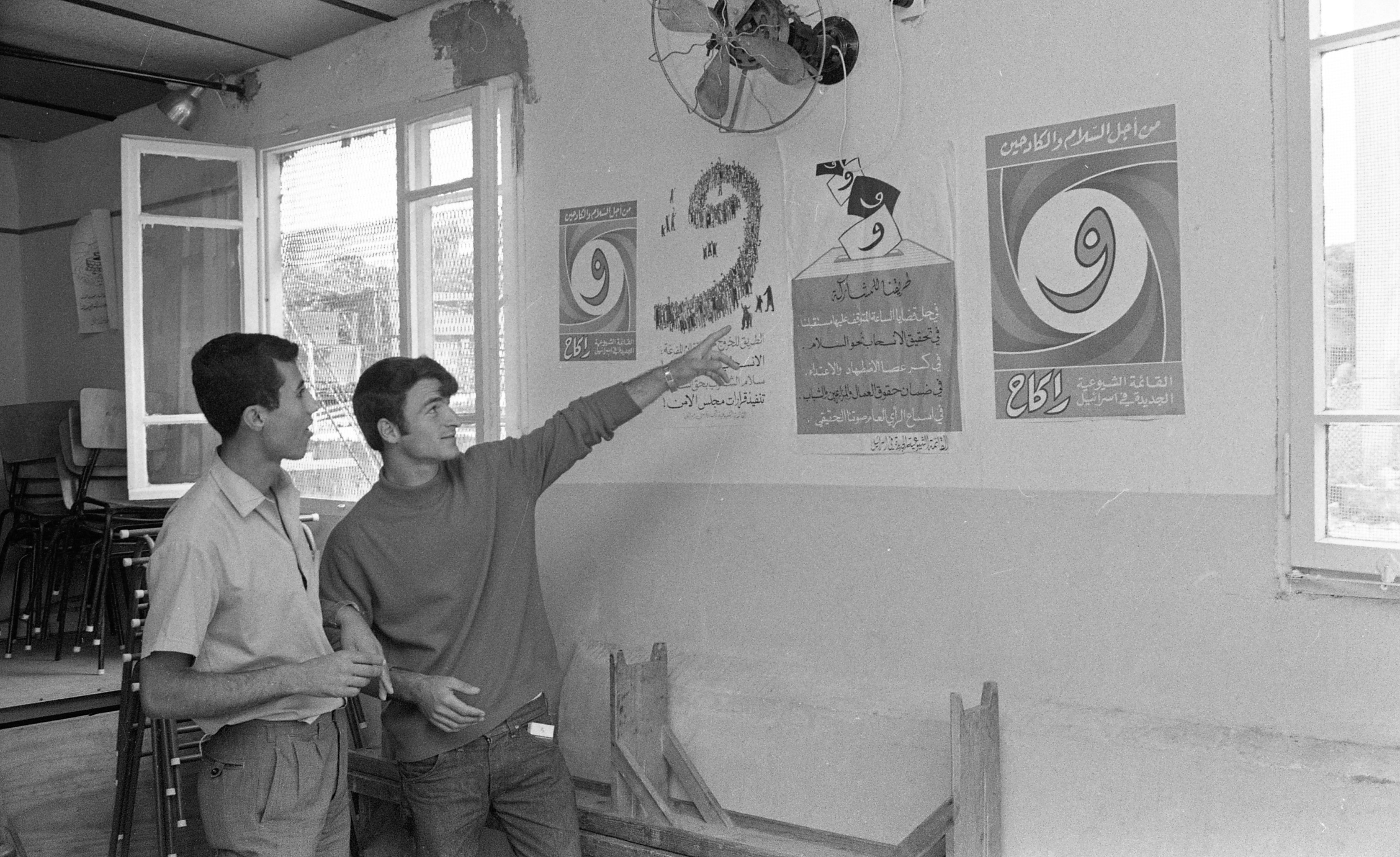
Comunistas israelíes en 1969

El Partido Comunista de Israel (HaMiflega HaKomunistit HaYisraelit, en hebreo המפלגה הקומוניסטית הישראלית, en árabe الحزب الشيوعي الاسرائيلي Al-Ḥizb ash-Shiū`ī al-'Isrā'īlī) conocido por sus siglas en hebreo como Maki, fue un partido comunista histórico en el Estado de Israel.
Deriva del Partido Comunista Palestino (miembro palestino de la Internacional Comunista) fundado en 1924 y que en 1948 aceptó la bipartición de Palestina además de, aun sin ser sionista, reconoció la existencia de Israel. Se le sumaron diversos grupos tanto árabes como judíos incluyendo los Hebreos Comunistas y la árabe Liga de Liberación Nacional. Entre sus planteamientos apoyaba la creación de un Estado palestino de acuerdo a las resoluciones de Naciones Unidas. En las primeras elecciones del Knesset obtuvo cerca del 3 % de los votos y 4 asientos, en las siguientes obtuvo 4 % y 5 asientos.
El partido estaba reconocido por la Unión Soviética. A partir de la década de 1960 se gesta una fuerte lucha entre las fracciones prosionista y antisionista. Esta última finalmente se escinde y forma el partido Rakah, que recibe la mayoría de los votos de su electorado tradicional ya que en las elecciones de 1965, Raka obtiene 3 escaños mientras Maki se mantiene solo con uno. El Maki desaparece en 1970 por lo que Raka adquiere el nombre de Maki legalmente y forma la coalición Hadash junto a partidos árabes e izquierdistas menores y al grupo Panteras Negras, conformado por israelíes de origen asiático y africano (mizrajíes) que se sentían discriminados por la mayoría blanca asquenazí y que tomó el nombre de las Panteras Negras de Estados Unidos. Esta coalición está activa hasta la fecha y tiene representación en la Knesset.
Los miembros del Partido Comunista de Israel eran monitoreados estrechamente por el Shabak, la fuerza de inteligencia para la seguridad interna de Israel, hasta que la Corte Suprema de Israel declaró inconstitucional seguir a ciudadanos israelíes por sus creencias políticas. El Shabak se justificaba aduciendo que la Unión Soviética era un «país enemigo» de Israel.

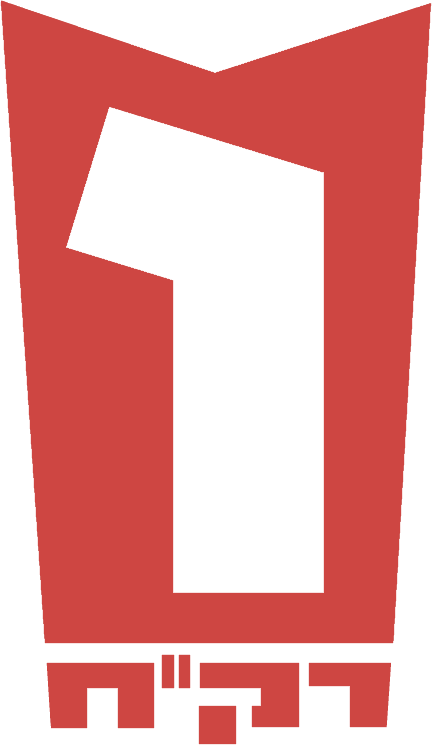
Logo del Partido Comunista de Israel en 1965

En 1969, tras la derrota en las elecciones frente al Rakah, terminó desapareciendo tras unificarse en el frente Moked con el Movimiento Azul-Rojo, que en 1977 decidió trabajar con el Hadash.
Rakah se formó el 1 de septiembre de 1965 por desacuerdos internos en el  Maki histórico (1948-1973). Maki, el Partido Comunista Israelí original, vio una división entre una facción principalmente judía dirigida por Moshe Sneh, que reconocía el derecho de Israel a existir y fue crítico con la Unión Soviética y su posición cada vez más antisionista, y una facción en gran parte árabe, que era cada vez más antisionista. Como resultado, la facción pro-Palestina (incluyendo Emile Habibi, Tawfik Toubi y Meir Vilner) de Maki abandonó para formar un nuevo partido, Rakah, que la Unión Soviética reconoció como Partido Comunista "oficial". Se informó en los medios de comunicación soviéticos que el grupo Mikunis-Sneh desertó al campo burguesía-nacionalista. 
Las elecciones de 1965 vieron partido Rakah ganar tres escaños, superando ampliamente Maki, ya que cayó a sólo uno. La oposición de Rakah al sionismo y la Guerra de los Seis Días significaba que estaban excluidos de los gobiernos de unidad nacional de la sexta Knéset. En las elecciones de 1969 Rakah volvió a ganar tres escaños. Durante las elecciones de 1973 Rakah vio un aumento en el apoyo como el partido tomó cuatro asientos.Antes de las elecciones de 1977 el partido se unió con otros partidos de izquierda y árabes marginales, entre ellos algunos miembros de las Panteras Negras israelíes para formar Hadash. Hadash significa "nuevo" en hebreo, una posible referencia al nombre de Rakah, sino que también es un acrónimo hebreo de El Frente Democrático para la Paz y la Igualdad. Mientras tanto, el Maki original había desaparecido después de la fusión en Ratz en 1981. En 1989, los miembros de Rakah decidieron cambiar el nombre del partido en Maki para reflejar su estado como el único partido oficial comunista en Israel. 
El partido sigue siendo la fuerza principal en Hadash hoy día, y es propietaria del periódico Al-Ittihad.

## Resultados electorales
|  | 3.48 % |

|  | 3.98 % |

|  | 4.5 % |

|  | 2.8 % |

|  | 4.2 % |

Desde 1965 se el Partido Coumunista Israelí se dividió en dos facciones, Rakah y Maki.

### Rakah
|  | 2.3 % |

|  | 2.8 % |

|  | 3.4 % |

### Maki
|  | 1.1 % |

|  | 1.1 % |

|  | 1.6 % |